# Fylogenetika

Fylogenetika hledá přirozené taxony, zpravidla odmítá parafyletismus a polyfyletismus

Fylogenetika je obor systematické biologie, který se snaží najít vývojové vztahy mezi organizmy. Odmítá tedy hierarchii formální, namísto ní se snaží najít skutečnou příbuznost na základě představy, že všechny organismy měly svého univerzálního společného předka.
Fylogenetika má tedy přímý vztah s dějem označovaným jako fylogeneze, což je vývoj druhu v evolučním procesu (tedy předmět studia fylogenetiky).
Fylogenetické analýzy je možné provádět v prostředí R za pomoci různých balíků, např. ape, phytools, pegas, phyloseq a další.